# فضولی (شهر)
فضولی (به ترکی آذربایجانی: Füzuli) مرکز شهرستان فضولی در استان قره‌باغ جمهوری آذربایجان است. این شهر پیش‌تر واراندا (به ارمنی: Վարանդա) نامیده می‌شد و در استان هادروت جمهوری آرتساخ قرار داشت. جمعیت فضولی بر اساس سرشماری سال ۱۹۸۹ میلادی، ۱۷٫۰۹۰ نفر و بر اساس سرشماری سال ۲۰۰۸ میلادی، ۲۶٬۷۶۵ بوده‌است.
در تاریخ ۱۷ اکتبر ۲۰۲۰ با اعلام الهام علی‌اف رئیس‌جمهور آذربایجان در حساب توئیتری خود این شهر به همراه روستاهای قوچ احمدلی، چیمن، جووارلی، پیراحمدلی، موسی بیکلی، ایشیقلی و ددلی بعد از ۲۷ سال بازپس گرفته شد.